# Роберт Хачинс Годард
Роберт Хачинс Годард (енгл. Robert Hutchins Goddard; Вустер, 5. октобар 1882 — Балтимор, 10. август 1945) је био амерички проналазач и пионир ракетног мотора.
Прва ракета у историји полетела је 15. марта 1926. у Оберну, Масачусетс. Први лет је трајао 2.5 секунде на висини од око 20 метара и био је доказ да су могуће ракете са течним горивом. Усавршене верзије Годардових ракета у пробама 1930 — 1935. постизале су брзину од 800 km/h. За Годардове ракете заинтересовао се и Чарлс Линдберг, касније прослављени авијатичар, који је помагао Годарду у проналажењу инвеститора што је у то време био врло тежак задатак услед лоше економске ситуације те слома америчке берзе (црни петак 1929). Годарда су највише помагали чланови породице Гугенхајм .
Годардов следбеник и други највећи ракетни пионир био је најпознатији нацистични научник Вернер фон Браун. Тек је Фон Браун успео предвидети значајан утицај ракетних летелица на живот целокупног човечанства..
Године 1959. Годардовим именом назван је Годард спејс флајт сентер (Goddard Space Flight Center) из којег се контролише сви амерички летови у космос. Њему у част назван је и кратер на Месецу.